# Myrmecocystus
Myrmecocystus es un género de hormigas de la familia Formicidae que habitan en Norteamérica. Es uno de los cinco géneros de hormigas melíferas, que almacenan miel en su metasoma hasta que este se hincha de forma desproporcionada, para servir como auténticos depósitos vivientes de alimento durante temporadas de hambre.

## Especies
Se reconocen las siguientes:
- Myrmecocystus arenarius Snelling, 1982
- Myrmecocystus christineae Snelling, 1982
- Myrmecocystus colei Snelling, 1976
- Myrmecocystus creightoni Snelling, 1971
- Myrmecocystus depilis Forel, 1901
- Myrmecocystus ewarti Snelling, 1971
- Myrmecocystus flaviceps Wheeler, 1912
- Myrmecocystus hammettensis Cole, 1938
- Myrmecocystus intonsus Snelling, 1976
- Myrmecocystus kathjuli Snelling, 1976
- Myrmecocystus kennedyi Snelling, 1969
- Myrmecocystus koso Snelling, 1976
- Myrmecocystus lugubris Wheeler, 1909
- Myrmecocystus melanoticus Wheeler, 1914
- Myrmecocystus melliger Forel, 1886
- Myrmecocystus melligera (Llave, 1832)
- Myrmecocystus mendax Wheeler, 1908
- Myrmecocystus mexicanus Wesmael, 1838
- Myrmecocystus mimicus Wheeler, 1908
- Myrmecocystus navajo Wheeler, 1908
- Myrmecocystus nequazcatl Snelling, 1976
- Myrmecocystus perimeces Snelling, 1976
- Myrmecocystus placodops Forel, 1908
- Myrmecocystus pyramicus Smith, 1951
- Myrmecocystus romainei Hunt & Snelling, 1975
- Myrmecocystus semirufus Emery, 1893
- Myrmecocystus tenuinodis Snelling, 1976
- Myrmecocystus testaceus Emery, 1893
- Myrmecocystus wheeleri Snelling, 1971
- Myrmecocystus yuma Wheeler, 1912